# Fargues (Gironde)
Fargues ist eine französische Gemeinde mit 1634 Einwohnern (Stand 1. Januar 2022) im Département Gironde in der Region Nouvelle-Aquitaine, die rund 40 Kilometer südöstlich von Bordeaux liegt.

## Weinanbau
Fargues ist bekannt für seine hervorragenden edelsüßen Weißweine und gehört zum Anbaugebiet Sauternes im Bordeaux. Durch das Anbaugebiet fließt der kleine Fluss Ciron, dessen kaltes Quellwasser in das wärmere Wasser der Garonne fließt und im Herbst Nebel bildet, der beste Möglichkeiten für den Edelfäule-Pilz Botrytis cinerea zur Erhöhung des Zuckergehalts der Weintrauben bietet. (→ Mostgewicht)

## Bevölkerungsentwicklung
| Jahr | Einwohner |
| ---- | --------- |
| 1962 | 0643      |
| 1968 | 0652      |
| 1975 | 0769      |
| 1982 | 1078      |
| 1990 | 1185      |
| 1999 | 1215      |
| 2006 | 1526      |
| 2017 | 1652      |

## Sehenswürdigkeiten
- Kirche Notre-Dame

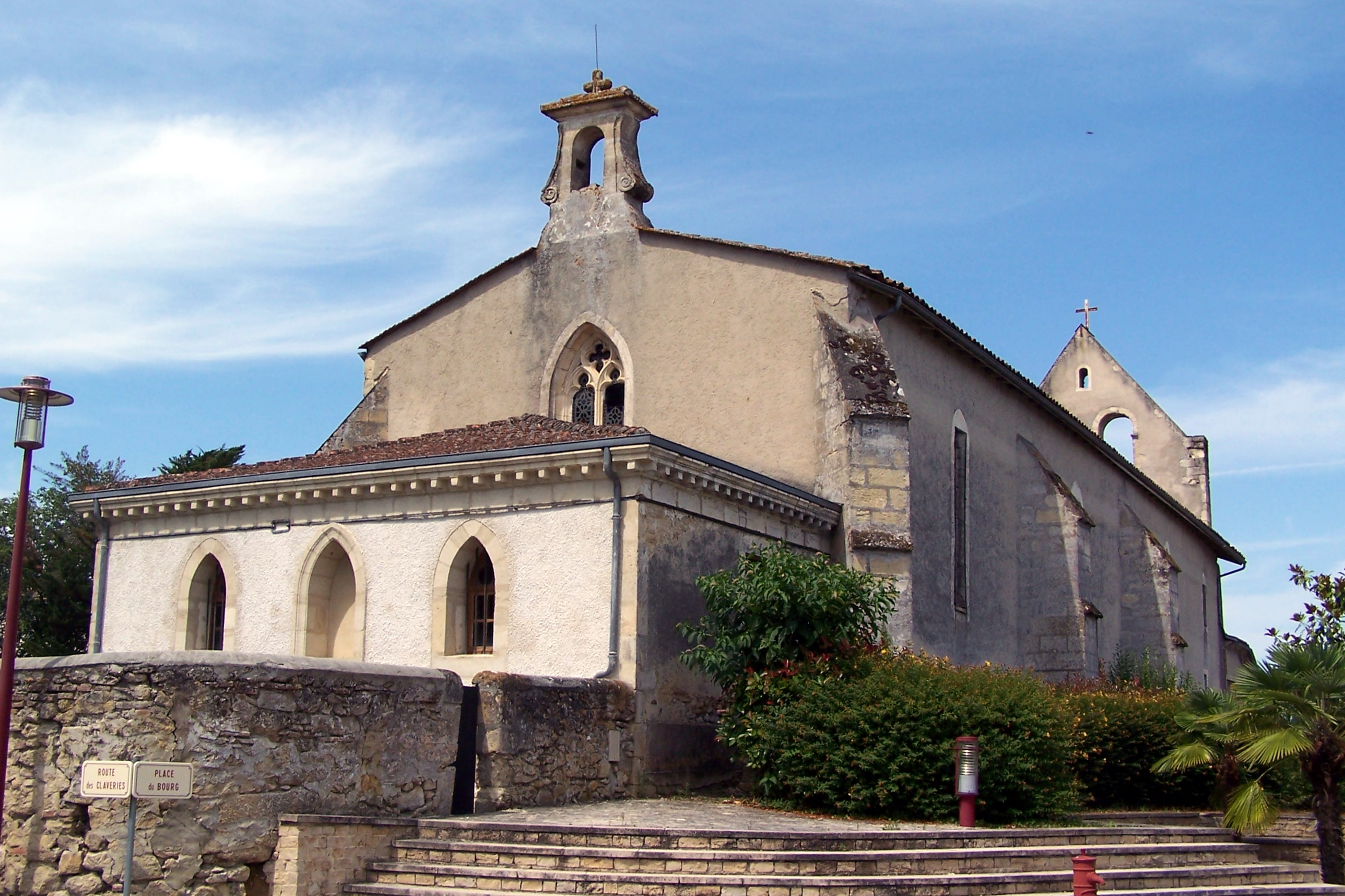
Kirche Notre-Dame

Siehe auch: Liste der Monuments historiques in Fargues (Gironde)